# Nemmenich
Nemmenich ist ein Stadtteil von Zülpich im Kreis Euskirchen, Nordrhein-Westfalen.

## Lage
Nemmenich liegt in der Zülpicher Börde südöstlich von Zülpich. Nachbarorte sind Lüssem, Rövenich, Zülpich, Ülpenich und Niederelvenich. Am nördlichen Ortsrand verläuft die Landesstraße 162, am westlichen Ortsrand die Bundesstraße 56. Nemmenich liegt in den Niederungen des Rotbaches.

## Geschichte
Der Ortsname beweist, dass Nemmenich eine keltische Siedlung gewesen ist. Die erste urkundliche Schreibweise für den Ort ist Nomenich. Sie stammt aus dem Jahre 1140. Aber schon 1459 wurde der Ort Nemmenich genannt. Von 180 Einwohnern im Jahre 1767 stieg die Zahl auf heute fast 700.
Am 1. Juli 1969 wurde Nemmenich nach Zülpich eingemeindet.

## Verkehr
Die Gemeinde hat einen Haltepunkt am westlichen Ortsrand von Nemmenich für die Bahnstrecke Düren–Euskirchen, der 2012 von der DB Station&Service stillgelegt wurde. Daraufhin übernahm die Stadt Zülpich den Haltepunkt und ermöglichte unterstützt durch Bürgerinitiativen eine Wiederherrichtung. Der Haltepunkt konnte daraufhin im Juli 2013 wiedereröffnet werden und wird seit Dezember 2019 wieder täglich bedient. Unmittelbar am Bahnsteig von Nemmenich befindet sich der Schrankenposten 12, ein kleines Gebäude aus Ziegelsteinen.
| Linie | Linienverlauf | Takt   |
| ----- | --- | ------ |
| RB 28 | Eifel-Bördebahn: Euskirchen – Nemmenich – Zülpich – Vettweiß – Vettweiß-Jakobwüllesheim – Nörvenich-Rommelsheim – Nörvenich-Binsfeld – Düren Stand: Fahrplanwechsel Dezember 2022 | 60 min |

Der Ort liegt im Verbundraum des Verkehrsverbundes Rhein-Sieg (VRS). Die Busse von Rurtalbus fahren mit der AVV-Linie 298 auf ihrer Strecke von Düren nach Euskirchen durch den Ort. Bis zum 31. Dezember 2019 wurde diese Relation vom BVR Busverkehr Rheinland betrieben. Abends verkehren einzelne Fahrten des TaxiBusPlus von Zülpich nach Enzen.
| Linie | Betreiber    | Verlauf |
| ----- | ------------ | --- |
| 298   | Rurtalbus    | Düren Bf/ZOB – StadtCenter – Gneisenaustraße – Binsfeld – Rommelsheim – Bubenheim – Jakobwüllesheim – Vettweiß – Froitzheim – (Ginnick ← Embken ← Juntersdorf ←) Füssenich – Geich – Zülpich Post – (Zülpich Bf –) Zülpich Frankengraben – (Adenauerpl./Schulzentr. –) (Nemmenich –) Ülpenich – (Enzen –) Dürscheven – Elsig – Euenheim – Euskirchen Berufskolleg – Euskirchen Bf |
| 889   | RVK/Kreis EU | MiKE / AST-Verkehr: (Füssenich – Geich –) Bessenich – Zülpich Bf – Zülpich Frankengraben (→ Nemmenich → Lüssem → Ülpenich → Dürscheven → Enzen) |

## Kirchen

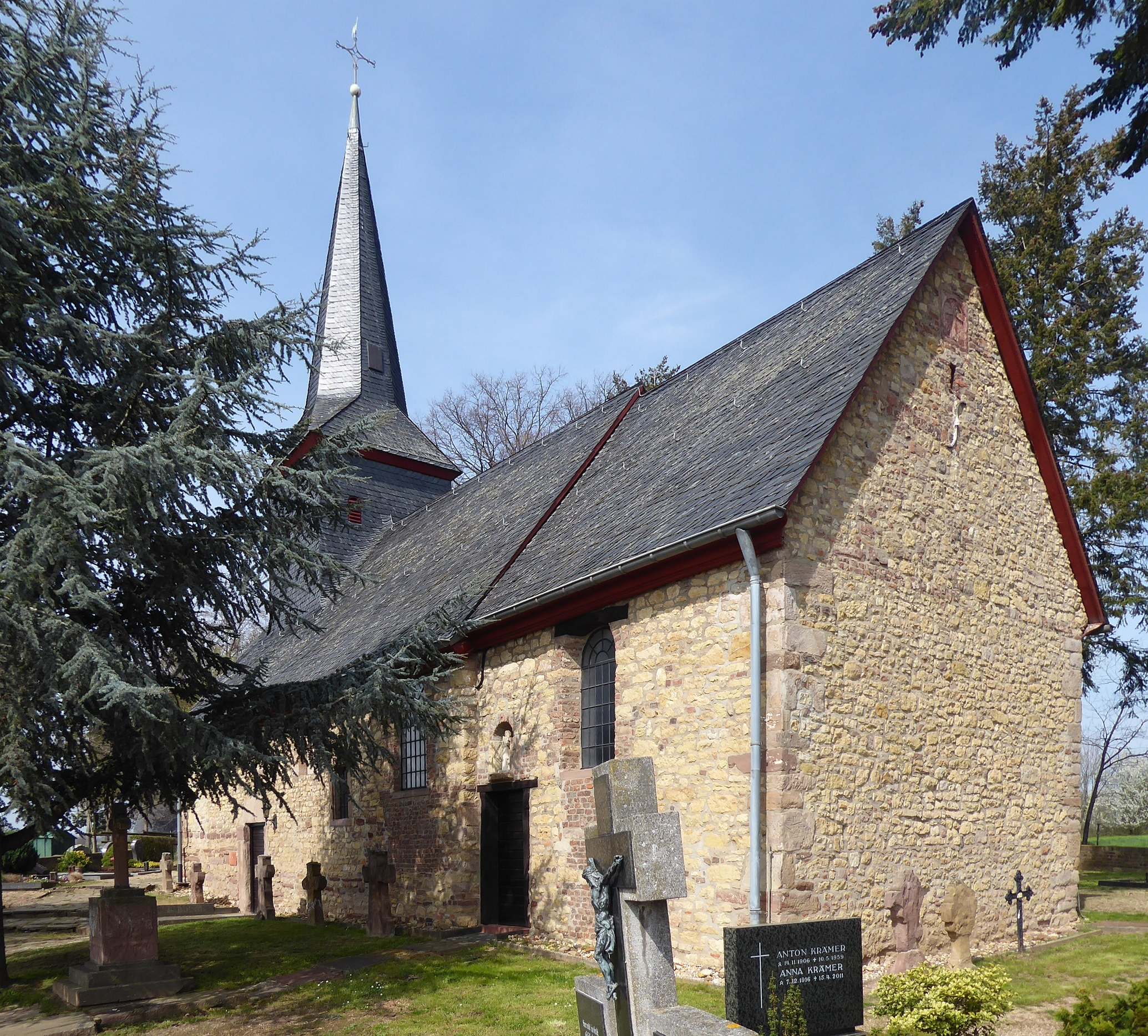
Kapelle St. Ägidius

1884–86 wurde die jetzige Pfarrkirche erbaut. Vorher gab es dort eine kleine alte romanische Kirche, die aber nur etwa 10,50 × 5,90 m groß war. Die 1886 eingeweihte neue Kirche wurde in gotischem Stil errichtet. Das Gebäude sowie die Orgel und die Einfriedungsmauer des Kirchhofes stehen unter Denkmalschutz.
Im zu Nemmenich gehörenden Weiler Lüssem befindet sich die romanische Kapelle St. Ägidius, die um das Jahr 1200 entstanden ist.

## Lauvenburg
Die Lauvenburg ist eine zweiteilige Wasserburg aus dem 14. Jahrhundert. Der Wasserzufluss erfolgt über den Mühlengraben.
Das von einem Wassergraben umgebene Herrenhaus ist ein Winkelbau mit kleinem Innenhof. Die östlich dem Herrenhaus vorgelagerte Vorburg von 1868 besteht aus zwei langen, überwiegend zweigeschossigen Backsteingebäuden, die als Scheune, Stallungen und ein kleines Wohnhaus genutzt werden. Der rechteckige ehemalige Wirtschaftshof ist an der Nordostseite, zwischen den Wirtschaftsgebäuden, durch eine Backsteinmauer geschlossen. In dieser Mauer befindet sich das Eingangstor zur Burganlage. Die Burganlage ist über zwei Brücken, eine die zur Vorburg und eine weitere, die zum Herrenhaus führt, zu erreichen. Die gesamte Anlage steht unter Denkmalschutz.

## Burg Lüssem
Es handelt sich um eine ehemals einteilige Wasserburganlage (vier Flügel um einen Innenhof) aus dem 13. Jahrhundert.
Im Spätmittelalter entstand eine zweite Burganlage, die 1641 zerstört und später wieder aufgebaut worden ist. 1801 erfolgte der Neubau des Wohnhauses. In der Folgezeit wurden die Wassergräben verfüllt und die Gesamtanlage, die annähernd im Umfang als einteilige Wasserburg erhalten ist, modernisiert. Sie steht unter Denkmalschutz.

## Sonstiges
- Der städtische Kindergarten in Nemmenich umfasst eine Gruppe, also 25 Kinder.

## Persönlichkeiten
- Christel Jenniches (1937–2011), deutsche Amateur-Sängerin